# Стеван Иванић
Стеван Иванић  (Мали Мокри Луг, 22. децембар 1884 –  логор Линген код Минхена, 5. новембар 1948) доктора медицине, учесник балканских ратова и Првог светског рата, оснивач и први директор Централног хигијенског завода, члан Главног санитетског савета и руководилац здравствене службе у Краљевини Југославији, приватни доцент на Медицинском факултету у Београду за предмет хигијена.
Почетком 1930-их са Димитријем Љотићем организовао је Југословенски народни покрет Збор, у којем је заступао десничарске, антикомунистичке и расистичке идеолошке ставове.
На почетку немачке окупације 1941. био је комесар социјалне политике и народног здравља у Комесарској управи Милана Аћимовића, а потом и члан Државног савета у окупираној Србији. Октобра 1944. године заједно са окупатором емигрирао је из Србије и по завршетку Другог светског рата као емигрант живео у Италији и Немачкој.
У пролеће 1945. одлуком Суда части удаљен је са Београдског универзитета, а потом одлуком Државне комисије за утврђивање злочина окупатора и њихових помагача проглашен је за издајника. На Пленум Српског лекарског друштва 1946. године (као један од девет лекара)  проглашен је  недостојним због злочина које су учинио према народу, током Другог светског рата.

## Живот и каријера
Рођен је 22. децембра 1884. године у Малом Мокром Лугу, као четврто дете од мајке Марије, учитељице у локалној основној школи, и Зорана Иванића,  полицијског чиновника.  Почев од 1884. године породица Иванић се више пута селила због службених премештаја Марије Иванић (која је као учитељица радила у Шопићу, Сибници, Кусадака, Ваљеву), па је Стеван  био приморан да детињство и основно и средње школовање обави  у Кусадаку,  Ваљеву и на крају у Крагујевцу, у коме је 1904. године матурирао у локалној гимназији.

### Школовање у иностранству
Након годину дана студирања природних наука на Филозофском факултету у Београду, школске 1905/6. године уписао се на Медицински факултет у Прагу. Из Прага је 1906. године прешао је у Грац, у коме је студирао три семестра и положио први...од  три „строга“ испита (ригорозума) који је обухватао биологију, физику, хемију, анатомију, хистологију и физиологију.  Потом  је школске 1907/8. студије наставио у Бечу, у коме је (као стипендиста Министарства унутрашњих дела  на завршној години студија), 25. новембра 1910. године промовисан у звање доктора целокупног лекарства.
По други пут на школоваању у иностранству боравио је 1920. године, на Институту за експерименталну патологију у Бечу, на десетомесечно усавршавање из бактериологије, серологије и имунологије.
Следила су потом нова усавршавања у иностранству, у:
- 1923. -   Институту за бродске и тропске болести професора Бернарда Нохта у Минхену,где је изучавао  паразитологију, тропску медицину и клинику тропских болести,
- 1925.  -  Варшави, код професора Хиршфелда, где је изучавао имунологију, хигијену и организацију социјално-медицинских установа,
- 1926.  -  Берлину, у Институту „Роберт Кох“,
- 1926.  - Франкфурту на Мајни, у Државном институту за екперименталну терапију (данас Институт „Паул Ерлих“)
- 1926.  -  Пастеровом институту у Паризу, где је проучавао организацију тих установа и друга стручна питања.

### Повратак у Србију
Након завршених студија медицине вратио се у Краљевину Србију и у Крагујевачкој окружној болници обавио приправнички стаж. Лакарску праксу започео је 16. марта 1912. године прево као лекар Среза драгачевског, а затим децембра 1913. година као лекара Среза студеничког.

#### Учешће у два светска рата
Уочи Првог балканског рата постао је члан Српског лекарског друштва20 и Друштва за чување народног здравља. У овим удружењима лекара Србије др Стеван је био активан наредних 30 година.
Као војни обвезник грађанског реда, др Стеван Иванић је у Балканским ратовима био лекар санитетске колоне Шумадијске дивизије I позива, потом трупни лекар X па XI пука Шумадијске дивизије II позива, лекар V пука Дринске дивизије II позива, гарнизони лекар у Призрену и командир II пољске болнице Дринске дивизије II позива у Ђаковици.
Током Првог светског рата др Иванић је распоређен на место трупног лекара Дунавског пешадијског пука III позива у Београду и Лазаревцу. На Солунском фронту, (након реорганизације санитета српске војске, у марту 1916, служио је као трупни лекар XVIII брдског артиљеријског дивизиона Дунавске дивизије.
У Солуну  је др Стеван Иванић, од фебруара до јуна 1918. године уз рад похађао курс из бактериологије који је доц. др Лудвика Хиршфелда, руководиоц Централне лабораторије српске војске у Српској резервној болнице престолонаследник Александар, организовао за пет лекара и медицинарана, на коме је  изучавао бактериологију.
Средином августа 1918, по наређењу начелника санитета I армије сан. пук. др Драгутина Петковића, организовао је  у Скочивиру, на Солунском фронту, Бактериолошку лабораторију I армије и њоме руководио до краја Великог рата.

#### Рад између два светска рата
По завршетку Великог рата у чину резервног санитетског капетана II класе, радио је  прво у Војној болници Ниш,  као бактериолог и  лекар Унутрашњег одељења, потом од јануара 1919. године у Војној болници у Крагујевцу.
Након демобилисања почетком марта 1919. године, постављен је за вршиоца дужности физикуса Округа смедеревског.
Као одговор на алармантну епидемиолошку ситуацију у Краљевини Југослаији грађанска власт је кроз новосновано Министарства народног здравља, упоредо са радикалном и савременом законском регулативом од 1919. године, као једну од првих мера покренуло је оснивање Сталне епидемијске комисије, саветодавног органа Министарства народног здравља за питања хигијене и епидемиологије. У центру пажње ове комисије, која је почела рад 1919. године, било је изучавање народног здравља, спречавање заразних болести и подизање здравствене културе народа, и организовање осам сталних бактериолошких станица широм Србије.  Иванићеве квалификације биле су пресудне да он постане први шеф   Стална бактериолошка станица, основана почетком 1922. године.
Када је у Београду 1924. године дошло до спајања свих превентивних установа са Сталном епидемијском комисијом основан је Централни хигијенски завод (као претеча данашњег Институт за јавно здравље Србије „Др Милан Јовановић Батут“), као централна установа целокупне хигијенске службе у Краљевини Југославији, коме су биле подређене све хигијенске установе, на његово чело је дошао др Стеван Иванић. Као директор Заводу  провео је 12 година и за то време значајно допринео његовом развоју и ширењу делокруга рада.
Заслугом Стевана Иванић, у оквиру Социјално-медицинског одељења Завода, образован је први центар за изучавање историје медицине у Србији.
На Медицинском факултету у Београду Стеван Иванић је од 1933. године био ангажован као приватни доцент при Катедри за хигијену.
Као хонорарни професор школске хигијене Стеван Иванић је био ангажован и у Вишој педагошкој школи.

#### Рад у Другог светком рату
На почетку немачке окупације Краљевине Југославије др Стеван Иванић је 1941.  обављао дужности комесара социјалне политике и народног здравља у Савету комесара Милана Аћимовића и члана Државног савета прве српске квислиншке владе у окупираној Србији.
Након завршетка Другог светског рата 1945. године, у отсутву, Иванић је оптужен да је као сарадник окупатора спроводио „политику хлороформисања народа путем пропаганде“. Као доказ узета су његове изјаве у штампи Недићевог режима, као и учешће у раду Завода за преваспитање омладине у Смедеревској Паланци.  Због ових дела одлуком Суда части као члан квислиншке владе удаљен је са Београдског универзитета, а потом и одлуком Државне комисије за утврђивање злочина окупатора и њихових помагача проглашен је за издајника, и заједно са још деветорицом лекара од стране Пленум Српског лекарског друштва 1946. године проглашен за...недостојног члана друштва  због злочина које су учинили према народу.

#### У изгнанству
Када је октобра 1944. ослобођен Београд др Стеван И. је  са окупационим снагама напустио Србију и као политички емигрант живео у Италији и Немачкој.  Након четири године живота у емиграцији, тешко нарушеног здравља након прележаног можданог удара, др Стеван Иванић је преминуо 5. новембра 1948. у логору Линген код Минхена, који је припадао британској окупационој зони, у коме је и сахрањен на локалном гробљу.

## Дело
Иницијатор оснивања центра и музеја за историју медицине
У оквиру Социјално-медицинског одељења Централни хигијенски завод, на иницијативу др Стевана И. прво је 1935. године образован први Центар за изучавање историје медицине у Србији. Потом је две године касније (1937) уз помоћ др Стевана И. Ристо Јеремић, пензионисани лекар и истакнути стручњак у области историје медицине, основао Медико-историјски музеј Централног хигијенског завода у Београду, први музеј те врсте у Србији.
Заговорник еугеничке идеје
Др Стеван Иванић је у Србији био један од најдоследнијих заговорника еугеничке идеје, по којој би се...код људи створила и развила чиста еугеничку свест,и тиме што пре створио нови еугенички друштвени морал, и  еугенички реформсало брачно законодавство.
Еугеничке идеје Др Стеван Иванић је у Србији исказивао кроз његов допринос програму Социјалдемократије, странке којој је тада била припадао, и у коме је између осталог написао: 
Задатак расне хигијене је да спроведе у људском друштву познате биолошке законе. Човече брине о стоци, и бира само јединке са добрим особинама за узгој, а људско друштво још није дошло до спознаје да је потребно применити исте принципе селекције и на само друштво. Наследством се оптерећени организми могу  уклонити из друштва само расном хигијеном.
У циљу реализације еугеничких идеја чији је био творац др Стеван је предлагао неколико мера, од реформе брака до кастрације, позивајући се и на немачку стручну литературу и америчко законодавство. Након што је увидео да  законима никада нису биле порджана еугеничких идеја, Иванићево интересовање за расна питања касније се усмерило на изучавање „посебности динарске расе.“
Аутор научних и стручних радова
Др Стеван И.  је аутор око 200 научних и стручних радова, око десет књига, уџбеника и приручника, 15 здравствено-просветних брошура и више стотина чланака у здравственим листовима и дневној штампи, из области: хигијена исхране и општа хигијена,  превенције заразних болести,  здравственог задругарства и здравствена заштита сеоског становништва.

### Признања
Др Стеван И. за свој рад добио је бројна одликовања и прзнања међу којима су најзначајнија:
- Ордена Св. Саве III ст.,
- Ореден Југословенске круне IV ст.,
- Карађорђеве звезде IV ст.,
- Орден Белог орла IV ст.,
- Француска сребрна медаља за сузбијање епидемија.

### Чланство у друштвима и одборима
Др Стеван И.  је био активан у бројним друштвено-политичким организацијама:
- члан Главног санитетског савета,
- председник Народног санитетског фонда,
- члан Главног одбора Југословенског друштва за чување народног здравља (једно време и председник Друштва),
- управних одбора Лиге против туберкулозе
- члан Савеза земљорадничких задруга,
- члан Пољопривредног друштва,
- члан Организационог одбора Прве земаљске хигијенске изложбе.